# Río Urubamba (Río Caracha)
Der Río Urubamba ist ein etwa 75 km langer rechter Nebenfluss des Río Caracha im Andenhochland von Südzentral-Peru in der Region Ayacucho. Der Fluss heißt im Mittellauf Río Huayhuasi. Im Oberlauf wird er abschnittsweise als Río Aichahualla und Río Illapata bezeichnet.

## Flusslauf
Der Río Urubamba entspringt am Cerro Cancana im Westen des Distrikts Lucanas in der Provinz Lucanas auf einer Höhe von etwa 4370 m. Er fließt anfangs etwa 8 Kilometer nach Norden und wendet sich anschließend 10 km nach Westen. Dort nimmt er den von Süden kommenden Río Chocllo auf und fließt im Anschluss nach Norden. Er durchquert den Distrikt San Pedro de Palco in nördlicher Richtung. Bei Flusskilometer 30 mündet der Río Yanajaja von rechts in den Río Urubamba. Der Río Urubamba durchquert im Anschluss den Süden des Distrikts Sancos in der Provinz Huanca Sancos. Er wendet sich allmählich nach Osten. Bei Flusskilometer 14 trifft der Río Iñipallca von Süden kommend auf den Río Urubamba. Dieser fließt auf seinen letzten Kilometern in nördlicher Richtung durch eine tiefe Schlucht. Der Río Urubamba mündet schließlich 8 km südlich der Provinzhauptstadt Huanca Sancos auf einer Höhe von etwa 3510 m in den von Westen heranfließenden Río Caracha. 

## Einzugsgebiet
Der Río Urubamba entwässert ein Areal von etwa 1130 km². Dieses erstreckt sich über Teile der Provinzen Huanca Sancos und Lucanas. Das Einzugsgebiet des Río Urubamba grenzt im Norden an das des Río Caracha, im Osten an das des Río Sondondo sowie im Süden und im Westen an die Einzugsgebiete von Río Acarí und Río Grande, beides Zuflüsse des Pazifischen Ozeans.

## Umleitungspläne
Es gibt Pläne, Wasser der Flüsse Río Urubamba und Río Caracha auf die Westseite der kontinentalen Wasserscheide umzuleiten. Dort soll es zur Stromgewinnung sowie zur Bewässerung von landwirtschaftlichen Anbauflächen in den Provinzen Nasca und Caravelí genutzt werden.